# Władysław Honkisz

Władysław Honkisz z żoną Barbarą

Władysław Leon Honkisz (ur. 18 maja 1928 w Kozach, zm. 22 kwietnia 2001 w Warszawie) – gen. brygady SZ PRL, oficer polityczny; zastępca dowódcy Wojsk Obrony Powietrznej Kraju; zastępca Głównego Inspektora Obrony Terytorialnej Kraju; działacz partyjny; kierownik Wydziału Polityki Kadrowej KC PZPR; wiceprezes Zarządu Głównego Ligi Obrony Kraju; dr nauk humanistycznych.

## Młodość
Pochodził z wielodzietnej rodziny (miał pięć sióstr) ze wsi Kozy koło Bielska–Białej.
W 1935 roku rozpoczął naukę w szkole powszechnej w Kozach, kończąc do wybuchu wojny cztery klasy. Podczas okupacji przebywał przy rodzicach, pracując – w związku z nakazem pracy – od maja 1942 roku w Zarządzie Gminy Kozy jako kreślarz. Po wyzwoleniu od marca 1945 roku pracował w Urzędzie Ziemskim w Białej Krakowskiej. Od 1 października 1945 roku podjął naukę w Gimnazjum Ogólnokształcącym im. A. Asnyka w Białej Krakowskiej otrzymując w marcu 1947 roku „małą maturę”. Następnie rozpoczął pracę w Państwowym Przedsiębiorstwie Budowlanym Nr 6 w Bielsku – Białej, początkowo jako kreślarz, a następnie jako technik budowlany. Jednocześnie uczęszczał do Liceum Ogólnokształcącego dla Pracujących, w którym naukę zakończył w maju 1948 roku po drugiej klasie. Wykształcenie średnie uzupełnił w Liceum Ogólnokształcącym dla Pracujących przy Wojskowym Ośrodku Szkolenia Ogólnokształcącego Nr 1 im. L. Waryńskiego w Łodzi składając 31 marca 1958 roku maturę.

## Służba wojskowa
Do służby w Wojsku Polskim został powołany 10 października 1949 roku przez RKU Bielsko–Biała. Początkowo służył jako elew w Szkole Podoficerskiej Saperów w 20 batalionie saperów w Łańcucie. Ukończywszy szkołę z pierwszą lokatą, jako kapral, od kwietnia do września 1950 roku uczestniczył w rozminowaniu rejonu Przełęczy Dukielskiej. Następnie na własną prośbę przyjęty do Oficerskiej Szkoły Politycznej im. Ludwika Waryńskiego w Łodzi, którą ukończył 27 lipca 1952 roku z pierwszą lokatą.
Następnie pełnił kolejno stanowiska:
- 1952 – pomocnik szefa Wydziału Politycznego ds. ZMP w OSP w Łodzi;
- 1953 – zastępca dowódcy batalionu ds. politycznych;
- 1958 – starszy inspektor Oddziału I Organizacyjnego Zarządu Politycznego POW;
- 1958 – 1960 – instruktor sekcji politycznej 8 szkolnego pułku samochodowego w Chełmnie;
- 1960 – 1962 – zastępca dowódcy ds. politycznych 68 pułku czołgów średnich 20 Dywizji Pancernej w Budowie;
- 1962 – 1964 – starszy instruktor Oddziału II Propagandy w Zarządzie Politycznym POW;
- 1964 – p.o. szefa Oddziału II Propagandy w ZP POW;
- 1965 – 1967 – szef Oddziału II Propagandy w ZP POW;
- 1967 – 1969 – zastępca dowódcy ds. politycznych 12 Dywizji Zmechanizowanej im. Armii Ludowej w Szczecinie;
- 1969 – 1972 – zastępca szefa Zarządu III Kultury i Oświaty GZP WP;
- 1972 – 1974 – zastępca szefa zarządu ZP WOW;
- 1974 – 1978 – Komendant Ośrodka Szkolenia Oficerów Politycznych im. Ludwika Waryńskiego w Łodzi (w 1978 przemianowanego na Centrum Szkolenia Oficerów Politycznych);
- 1978 – 1980 – zastępca dowódcy Wojsk Obrony Powietrznej Kraju ds. politycznych;
- 1980 – 1984 – zastępca szefa GZP WP – szef Zarządu I Organizacyjnego;
- 1984 – 1988 – urlopowany z dn. 1 stycznia 1985 r. z WP: powołany na stanowisko kierownika Wydziału Kadr (przemianowanego później na Wydział Polityki Kadrowej) KC PZPR;
- 1988 – 1991 – zastępca Głównego Inspektora Obrony Terytorialnej ds. szkolenia poza wojskiem;
- 3 grudnia 1991 roku zwolniony z zawodowej służby wojskowej i przeniesiony w stan spoczynku. Żegnał go minister obrony narodowej wiceadmirał Piotr Kołodziejczyk.

## Awanse
- 26 lipca 1952 r. – podporucznik (promocji dokonał gen bryg. Marian Naszkowski);
- 1953 – porucznik;
- 1956 – kapitan;
- 1961 – major;
- 1964 – podpułkownik;
- 1969 – pułkownik;
- 7 października 1979 r. – Uchwałą Rady Państwa nr 59/79 mianowany generałem brygady. Akt nominacyjny wręczył mu w Belwederze Edward Gierek.

## Wykształcenie
- 1957 – ukończył Akademię Wojskowo-Polityczną im. Feliksa Dzierżyńskiego w Warszawie;
- 1962 – ukończył eksternistycznie Wydział Pedagogiki WAP uzyskując tytuł magistra pedagogiki;
- 1972 – Kurs Przeszkolenia Kierowniczej Kadry Aparatu Partyjno-Politycznego WP zorganizowanego przy WAP;
- 1977 – uchwałą Rady Naukowej Wojskowego Instytutu Historycznego uzyskał stopień doktora nauk humanistycznych po obronie pracy na temat: „Formowanie i szkolenie korpusu oficerów polityczno – wychowawczych ludowego Wojska polskiego. Maj 1943 – maj 1945”; (Promotorem pracy był prof. dr Władysław Bortnowski);
- 1984 – Wyższy Kurs Akademicki przy Wojskowej Akademii Sztabu Generalnego Sił Zbrojnych Związku Radzieckiego im. Klimenta Woroszyłowa w Moskwie.

## Publikacje
- „Droga mojego życia” [w:] „Pamiętniki oficerów” (Warszawa 1967);
- „Polegli na Polu Chwały” (Szczecin 1969);
- „W pierwszym szeregu” (Warszawa 1984) – I nagroda ministra obrony narodowej za wydaną w tym roku książkę:
- „Jest taka wieś Kozy” (Warszawa 1988; II wydanie 1997);
- „Trudna historia najnowsza. Polemiki i repliki” (Warszawa 2000).

Jest autorem szeregu publikacji na łamach „Wojskowego Przeglądu Historycznego”, „Wojska Ludowego”, Kultury i Oświaty w Wojsku”. Publikował na łamach miesięcznika „Dziś”

## Działalność polityczna, naukowa i społeczna
Z jego inicjatywy w 1962 w Budowie („zielonym” garnizonie) została utworzona szkoła podstawowa. Działał na rzecz swojej rodzinnej wsi Kozy, m.in. zbierając i przekazując na rzecz szkoły podstawowej pieniądze na gabinet logopedyczny. W latach 1981-1986 był członkiem Prezydium Centralnej Komisji Rewizyjnej PZPR. Po X Zjeździe PZPR w 1986 roku wszedł w skład Rady Redakcyjnej organu teoretycznego i politycznego KC PZPR Nowe Drogi. W latach 1986-1989 był także członkiem Komisji ds. Wewnątrzpartyjnych oraz Działalności Partii w Organach Przedstawicielskich i Administracji Państwowej Komitetu Centralnego. W latach 1988–1990 był wiceprezesem Zarządu Głównego Ligi Obrony Kraju. Był członkiem Instytutu Naukowego im. Edwina Rozłubirskiego. Działał w Zespole Promocji Oręża i Publicystyki ZBŻZ.

## Odznaczenia
- Order Sztandaru Pracy I kl. (1987)
- Krzyż Komandorski Orderu Odrodzenia Polski (1980)
- Krzyż Kawalerski Orderu Odrodzenia Polski (1970)
- Złoty Krzyż Zasługi (1964)
- Medal Komisji Edukacji Narodowej (1974)[4]
- Medal 30-lecia Polski Ludowej (1974)
- Medal 40-lecia Polski Ludowej (1984)
- Złoty Medal „Siły Zbrojne w Służbie Ojczyzny”
- Srebrny Medal Siły Zbrojne w Służbie Ojczyzny
- Brązowy Medal Siły Zbrojne w Służbie Ojczyzny
- Złoty Medal „Za zasługi dla obronności kraju”
- Srebrny Medal „Za zasługi dla obronności kraju”
- Brązowy Medal „Za zasługi dla obronności kraju”
- Medal im. Ludwika Waryńskiego (1988)
- Medal 100 lat ruchu robotniczego w Polsce (1982)[5]
- Honorowa Odznaka Miasta Łodzi (1978)[6]
- Medal Braterstwa Broni (Kuba, 1983)[7]
- Medal 70-lecia Sił Zbrojnych ZSRR (ZSRR, 1988)[8]

## Rodzina
W 1955 ożenił się z Barbarą Basińską (1934-2017). Dwóch synów: Krzysztof (1956), mgr ekonomii i zarządzania, absolwent Uniwersytetu Łódzkiego; Tomasz (1961), doktor nauk humanistycznych, absolwent Uniwersytetu Łódzkiego.
Zmarł po długiej chorobie 22 kwietnia 2001 roku w Warszawie. Pochowany na Cmentarzu Wojskowym na Powązkach (kwatera EII-2-8). W pogrzebie wziął udział były prezydent RP, gen. armii Wojciech Jaruzelski.